# داريوس كوزلوفسكي
داريوس كوزلوفسكي (بالبولندية: Dariusz Kozłowski)‏ هو متسابق بياثل بولندي، ولد في 24 فبراير 1968 في واوب جيخ في بولندا.

## وصلات خارجية
- داريوس كوزلوفسكي على موقع IBU (الإنجليزية)
- داريوس كوزلوفسكي على موقع أوليمبيديا (الإنجليزية)
- داريوس كوزلوفسكي على موقع اللجنة الأولمبية البولندية (مؤرشف) (البولندية)